# Вулька Потужинська
Вулька Потужинська (пол. Wólka Poturzyńska) — осада (селище) у Польщі, у Люблінському воєводстві Грубешівського повіту, ґміни Долобичів.